# توني أفي
توني أفي (بالإنجليزية: Tony Ave)‏ هو سائق سباق أمريكي، ولد في 10 نوفمبر 1968 في هيرلي في الولايات المتحدة.

## وصلات خارجية
- توني أفي على موقع Racing-Reference.info (الإنجليزية)